# Roc de la Pentinella
La Roca de la Pentinella és una roca i una cinglera del terme municipal de Conca de Dalt, a l'antic terme d'Hortoneda de la Conca, al Pallars Jussà, en territori del poble d'Hortoneda.
Es troba al sud d'Hortoneda, al vessant de ponent de l'extrem septentrional de la Serra del Banyader, a la dreta del barranc de la Coma de l'Olla. És just a llevant de les Costes de Cantellet.